# 格拉芬格海希
格拉芬格海希是德国巴伐利亚州的一个市镇。总面积20.81平方公里，总人口950人，其中男性467人，女性483人（2011年12月31日），人口密度46人/平方公里。